# Automeris falco
Automeris falco é uma espécie de mariposa do gênero Automeris, da família Saturniidae.
Sua ocorrência foi registrada no Peru, Carabaya, Río Huacamayo, La Union, a uma altitude de 2 000 pés (610 m). Também foi encontrada na Bolívia.